# Georgi Dimitrov (voetballer, 1959)
Georgi Georgiev Dimitrov (Bulgaars: Георги Георгиeв Димитров) (Stara Zagora, 14 januari 1959 - Aldaar, 8 mei 2021) was een Bulgaars voetballer en voetbalcoach. Hij heeft gespeeld bij Beroe Stara Zagora, CSKA Sofia, AS Saint-Étienne en Slavia Sofia.

## Loopbaan
Dimitrov maakte zijn debuut voor Bulgarije in 1978. Hij heeft 77 wedstrijden gespeeld voor de nationale ploeg en hij heeft 7 doelpunten gescoord. Hij maakte deel uit van de selectie voor het voetbaltoernooi op de Wereldkampioenschap 1986. Hij was 56 keer aanvoeder voor de nationale ploeg.
Dimitrov overleed op 8 mei 2021.

## Erelijst
- Parva Liga (5) : 1979-1980, 1980-1981, 1982-1983, 1988-1989 (CSKA Sofia)
- Bulgarije beker (3) : 1983, 1985, 1989
- Bulgaars voetballer van het jaar (1) : 1985